# Dolomedes guamuhaya
Espèce
Dolomedes guamuhaya est une espèce d'araignées aranéomorphes de la famille des Dolomedidae.

## Distribution
Cette espèce est endémique de la province de Cienfuegos à Cuba,. Elle se rencontre dans l'Escambray.

## Description
La femelle holotype mesure 8,55 mm.

## Systématique et taxinomie
Cette espèce a été décrite par Alayón en 2003.

## Étymologie
Son nom d'espèce lui a été donné en référence au lieu de sa découverte, le massif de Guamuhaya.

## Publication originale
- Alayón, 2003 : « El género Dolomedes (Araneae: Pisauridae) en Cuba. » Revista Ibérica de Aracnología, vol. 8, p. 45-50 (texte intégral).